# Port lotniczy Zhengzhou-Xinzheng
Port lotniczy Zhengzhou-Xinzheng (IATA: CGO, ICAO: ZHCC) – port lotniczy położony 37 km na południowy wschód od Zhengzhou, w prowincji Henan, w Chińskiej Republice Ludowej.

## Linie lotnicze i połączenia
| Linia Lotnicza            | Kierunek |
| ------------------------- | --- |
| 9 Air                     | 1. Changchun 2. Chengdu-Tianfu 3. Guangzhou 4. Guiyang 5. Haikou 6. Hohhot 7. Quanzhou |
| Air China                 | 1. Pekin 2. Chengdu-Shuangliu 3. Chengdu-Tianfu 4. Chongqing 5. Dongying 6. Hangzhou 7. Shaoyang 8. Ulanqab 9. Wenzhou 10. Xiamen 11. Yanji |
| Air Guilin                | 1. Guilin |
| Air Macau                 | 1. Makau |
| Air Travel                | 1. Kunming |
| Batik Air Malaysia        | 1. Kuala Lumpur |
| Beijing Capital Airlines  | 1. Haikou 2. Hangzhou 3. Hohhot 4. Korla 5. Lijiang 6. Qingdao 7. Sanya 8. Urumczi 9. Xiamen |
| Cambodia Angkor Air       | 1. Phnom Penh |
| Cathay Pacific            | 1. Hongkong |
| Chengdu Airlines          | 1. Fuzhou 2. Guiyang 3. Lhasa 4. Lijiang 5. Qitai 6. Sanya 7. Shenyang 8. Tacheng 9. Ulanhot 10. Xilinhot 11. Zunyi |
| China Eastern Airlines    | 1. Kunming 2. Lanzhou 3. Nankin 4. Ningbo 5. Qingdao 6. Szanghaj-Hongqiao 7. Szanghaj-Pudong 8. Xiamen 9. Yantai |
| China Express Airlines    | 1. Baotou 2. Chifeng 3. Linfen 4. Quzhou 5. Yan’an |
| China Southern Airlines   | 1. Bangkok-Suvarnabhumi 2. Baotou 3. Changchun 4. Chengdu-Tianfu 5. Chizhou 6. Chongqing 7. Datong 8. Fuzhou 9. Guangzhou 10. Guilin 11. Guiyang 12. Haikou 13. Hami 14. Hangzhou 15. Harbin 16. Hohhot 17. Hotan 18. Huangshan 19. Jieyang 20. Jinggangshan 21. Karamay 22. Kaszgar 23. Kuala Lumpur 24. Kunming 25. Londyn-Gatwick 26. Luksemburg 27. Nanning 28. Ningbo 29. Ordos 30. Qingdao 31. Qinhuangdao 32. Quanzhou 33. Sanya 34. Seul-Inczon 35. Szanghaj-Hongqiao 36. Szanghaj-Pudong 37. Shenyang 38. Shenzhen 39. Tajpej-Taoyuan 40. Tokio-Narita 41. Tongliao 42. Urumczi 43. Wenzhou 44. Xiamen 45. Xinzhou 46. Yinchuan 47. Yiwu 48. Yulin 49. Zhangjiajie 50. Zhanjiang 51. Zhuhai |
| Chongqing Airlines        | 1. Chongqing 2. Harbin 3. Jieyang |
| Colorful Guizhou Airlines | 1. Dazhou 2. Guiyang 3. Yibin |
| Donghai Airlines          | 1. Datong 2. Shenzhen |
| Eastar Jet                | 1. Seul-Inczon |
| EVA Air                   | 1. Tajpej-Taoyuan |
| Fuzhou Airlines           | 1. Fuzhou 2. Hami 3. Xiamen |
| Hainan Airlines           | 1. Dalian 2. Guangzhou 3. Haikou 4. Hangzhou 5. Hohhot 6. Kaszgar 7. Ningbo 8. Sanya 9. Shenzhen 10. Urumczi 11. Xiamen 12. Zhuhai |
| Jiangxi Air               | 1. Beihai 2. Dalian 3. Harbin 4. Jiayuguan 5. Liuzhou 6. Xiamen |
| Jin Air                   | 1. Cheongju |
| Juneyao Airlines          | 1. Bayannur 2. Helsinki 3. Hohhot 4. Huizhou 5. Mediolan-Malpensa 6. Szanghaj-Pudong 7. Wenzhou |
| Korean Air                | 1. Seul-Inczon |
| Kunming Airlines          | 1. Kunming 2. Mang |
| Loong Air                 | 1. Aksu 2. Aral 3. Guangzhou 4. Hangzhou 5. Kaszgar 6. Korla 7. Xining |
| Lucky Air                 | 1. Changchun 2. Chengdu-Tianfu 3. Dali 4. Guiyang 5. Hulun Buir 6. Korla 7. Kunming 8. Lhasa 9. Lijiang 10. Luzhou 11. Sanya 12. Urumczi 13. Xishuangbanna |
| Nok Air                   | 1. Bangkok-Don Muang |
| Qingdao Airlines          | 1. Korla 2. Kuqa 3. Qingdao |
| Scoot                     | 1. Singapur |
| Shandong Airlines         | 1. Guiyang 2. Haikou 3. Korla 4. Lanzhou 5. Qingdao 6. Ruoqiang 7. Urumczi 8. Xiamen 9. Yantai 10. Yinchuan 11. Zhuhai |
| Shanghai Airlines         | 1. Changchun 2. Guilin 3. Guiyang 4. Hangzhou 5. Kunming 6. Ordos 7. Szanghaj-Hongqiao 8. Szanghaj-Pudong 9. Urumczi 10. Wenzhou 11. Yinchuan |
| Shenzhen Airlines         | 1. Changchun 2. Dalian 3. Fuzhou 4. Haikou 5. Harbin 6. Huizhou 7. Kunming 8. Lanzhou 9. Nanning 10. Ningbo 11. Quanzhou 12. Shenyang 13. Shenzhen 14. Wenzhou 15. Yantai 16. Yinchuan 17. Zhoushan |
| Sichuan Airlines          | 1. Chengdu-Shuangliu 2. Chongqing 3. Harbin 4. Kunming 5. Sanya 6. Urumczi 7. Xishuangbanna |
| Spring Airlines           | 1. Changchun 2. Dalian 3. Ningbo 4. Szanghaj-Pudong 5. Shenyang |
| Suparna Airlines          | 1. Haikou 2. Hohhot 3. Szanghaj-Pudong 4. Shenzhen |
| Thai Lion Air             | 1. Phuket |
| Thai VietJet Air          | 1. Bangkok-Suvarnabhumi |
| Tianjin Airlines          | 1. Guiyang 2. Haikou 3. Hengyang 4. Hohhot 5. Qingdao 6. Sydney 7. Tiencin 8. Urumczi 9. Wenzhou 10. Zunyi |
| Tibet Airlines            | 1. Lhasa 2. Xining |
| Urumqi Air                | 1. Aksu 2. Ganzhou 3. Hotan 4. Kaszgar 5. Lanzhou 6. Nanning 7. Quanzhou 8. Urumczi 9. Zhanjiang 10. Zhuhai |
| West Air                  | 1. Aksu 2. Bangkok-Suvarnabhumi 3. Beihai 4. Chongqing 5. Dalian 6. Golmud 7. Guangzhou 8. Guiyang 9. Haikou 10. Hami 11. Harbin 12. Jeju 13. Jieyang 14. Korla 15. Kunming 16. Lhasa 17. Lijiang 18. Nanning 19. Ningbo 20. Quanzhou 21. Shangrao 22. Shenzhen 23. Urumczi 24. Wenzhou 25. Xiamen 26. Xining 27. Xishuangbanna 28. Zhuhai |
| Xiamen Air                | 1. Dalian 2. Fuzhou 3. Hangzhou 4. Harbin 5. Lanzhou 6. Quanzhou 7. Urumczi 8. Xiamen 9. Yinchuan |